# Illusioner (musikalbum)
Illusioner är det nionde studioalbumet av den svenska popartisten Håkan Hellström, utgivet den 14 december 2018 på Warner Music. Det är bland annat inspelat på Göteborgs konserthus tillsammans med Göteborgs symfoniker. Albumet föregicks av den mer än sex minuter långa singeln "Vänta tills våren", som oannonserat släpptes natten till 29 november.
Håkan Hellström hade haft publika framgångar med bland annat utsålda spelningar på Ullevi 2014  och 2016. Musiken från nya skivan togs emot av kritikerkåren som ett avsteg från Håkan Hellströms mer publikfriande väg, och det förutspåddes att han inte skulle spela på Ullevi på länge. År 2019 meddelade han att han skulle ge fyra konserter på Ullevi 2020, men på grund av corona pandemins restriktioner sköts de upp till 2022.
På omslaget tänder han en cigarett på ett brinnande skivomslag med egna debutsingeln "Känn ingen sorg för mig Göteborg".

## Låtlista
| Nr | Titel                                | Längd |
| -- | ------------------------------------ | ----- |
| 1  | Interlude - i dina armar             | 1:28  |
| 2  | I dina armar                         | 4:26  |
| 3  | Vänta tills våren                    | 6:53  |
| 4  | Båda sidor nu                        | 5:47  |
| 5  | Tro på livet                         | 4:32  |
| 6  | Mitt hjärta är ett jordskred         | 3:48  |
| 7  | Nordhemsgatan leder rakt in i himlen | 5:25  |
| 8  | I Love U Stupid                      | 3:16  |
| 9  | Gott nytt                            | 4:45  |
| 10 | Sjung högre                          | 4:20  |